# Benita Adelivia Castillo Lanuza
Benita Adelivia Castillo Lanuza (1896-1988) fue una maestra de Guatemala.

## Biografía
Inició su formación como maestra en una escuela de Livingston, Izabal, y posteriormente habría de ser directora tanto de esa institución como de la escuela n° 1 de Tactic. 
Durante su trayectoria como docente estuvo involucrada en la educación de la población infantil kekchí de Verapaz y garífonas de Izabal.